# M17n
 (septembre 2008).
Si vous disposez d'ouvrages ou d'articles de référence ou si vous connaissez des sites web de qualité traitant du thème abordé ici, merci de compléter l'article en donnant les références utiles à sa vérifiabilité et en les liant à la section « Notes et références ».
M17n est une abréviation du terme Multilingualization. Cet anglicisme est lui-même forgé pour décrire le fait de rendre possible l'utilisation de langues diverses dans les interfaces homme-machine.
L'abréviation est construite sur le fait que le terme anglais multilingualization, commence par la lettre m, qu'il se termine par un n et comporte 17 lettres entre l'initiale et la finale.
m17n est également le nom d'une bibliothèque GNU permettant de manipuler des chaînes de langues complexes. Elle est notamment utilisée par les gestionnaires de méthode de saisie iBus, fcitx, SCIM et uim (en).